# Steve Broussard
Steve Nelson Broussard (Los Angeles, 22 febbraio 1967) è un ex giocatore di football americano statunitense che ha giocato nel ruolo di running back nella National Football League (NFL). Fu scelto nel corso del primo giro (20º assoluto) del Draft NFL 1990 dagli Atlanta Falcons. Al college ha giocato a football alla Washington State University.

## Carriera professionistica
Broussard fu scelto nel primo giro del Draft 1990 dagli Atlanta Falcons con cui rimase fino alla stagione 1993. Dopo una parentesi ai Cincinnati Bengals nel 1995 passò ai Seattle Seahawks con cui rimase fino al termine della carriera. Nei suoi nove anni da professionista, Broussard giocò principalmente nel ruolo di kick returner, venendo anche inserito in quella posizione nella formazione ideale del 35º anniversario dei Seahawks nel 2010.

## Vittorie e premi
- Formazione ideale del 35º anniversario dei Seahawks

## Statistiche
| Anno     | Squadra            | P   | Ten | Yard | Media | Max | TD C. | Ric | Yard | Media | Max | TD R. |
| -------- | ------------------ | --- | --- | ---- | ----- | --- | ----- | --- | ---- | ----- | --- | ----- |
| 1990     | Atlanta Falcons    | 13  | 126 | 454  | 3.6   | 50  | 4     | 24  | 160  | 6.7   | 18  | 0     |
| 1991     | Atlanta Falcons    | 14  | 99  | 449  | 4.5   | 36  | 4     | 12  | 120  | 10.0  | 25  | 1     |
| 1992     | Atlanta Falcons    | 15  | 84  | 363  | 4.3   | 27  | 1     | 11  | 96   | 8.7   | 24  | 1     |
| 1993     | Atlanta Falcons    | 8   | 39  | 206  | 5.3   | 26  | 1     | 1   | 4    | 4.0   | 4   | 0     |
| 1994     | Cincinnati Bengals | 13  | 94  | 403  | 4.3   | 37  | 2     | 34  | 218  | 6.4   | 25  | 0     |
| 1995     | Seattle Seahawks   | 15  | 46  | 222  | 4.8   | 21  | 1     | 10  | 94   | 9.4   | 25  | 0     |
| 1996     | Seattle Seahawks   | 12  | 15  | 106  | 7.1   | 26  | 1     | 6   | 28   | 4.3   | 9   | 0     |
| 1997     | Seattle Seahawks   | 16  | 70  | 418  | 6.0   | 77  | 5     | 24  | 143  | 6.0   | 20  | 1     |
| 1998     | Seattle Seahawks   | 15  | 5   | 4    | 0.8   | 3   | 0     | 4   | 21   | 5.3   | 16  | 0     |
| Carriera |                    | 121 | 578 | 2625 | 4.5   | 77  | 19    | 126 | 882  | 7.0   | 25  | 3     |

- Le statistiche in grassetto indicano i massimi stagionali in carriera